# Ханс III Ландшад фон Щайнах
Ханс III Ландшад фон Щайнах (на немски: Hans III. Landschad von Steinach; * 1465; † 7 ноември 1531) е рицар, благородник от фамилията „Ландшад-Щайнах“ от Оденвалд в Южен Хесен. Западно от Некарщайнах се намират четири замъка.
Той е син на Бликер XIV Ландшад фон Щайнах († 1499), пфалцски дворцов майстер, и съпругата му Мия фон Хелмщат († 1496), дъщеря на Мартин фон Хелмщат († 1483) и Елизабет фон Вайнгартен. Внук е на Дитер III Ландшад фон Щайнах († 1441) и Анна фон Заксенхайм. Баща му получава множество земи от Фридрих I.
Брат е на Бликер XV († ок. 1519), фогт в Пфорцхайм и основава страничната линия цу Гунделсхайм, на Блайкард Ландшад фон Щайнах († 1519/1520) и Анна Маргарета Ландшад фон Щайнах († 1511), омъжена за Филип Маршал фон Остхайм.
Ханс III служи първо на унгарския крал Матяш Корвин, по-късно на император Максимилиан I и става рицар в Йерусалим. След това той започва служба в Пфалц. През Баварско-пфалцската наследствена война (1503 – 1505) от 1504 г. той командва войската на Пфалц. Пфалцграф Лудвиг V фон Пфалц прави Ханс III за свой съветник и до 1514 г. свой дворцов маршал. Като господар на Щайнах Ханс III го реформира през 1522 г. През октомври 1520 г. той моли курфюрст Фридрих Саксонски за закрила на Мартин Лутер и 1522 г. се застъпва за неговото учение с писмо до пфалцграф Лудвиг.
Последните си 20 години Ханс III прекарва в своя преден замък в Щайнах и страда от гихт (подагра). Фамилията изчезва по мъжка линия през 17 век.

## Фамилия
Ханс III Ландшад фон Щайнах се жени за Луция фон Нипенбург († 1503). Те имат децата:
- Ханс IV (1500 – 1571), фогт на Мозбах и Дурлах, женен I. за Аполония Бок фон Герстхайм († 1542), II. на 2 март 1543 г. за наследничката Маргарета фон Ерлигхайм (1521 – 1578); има общо дъщеря и син
- Бернхард († пр. 1529)
- Анна

Ханс III Ландшад фон Щайнах се жени втори път пр. 1506 г. за Маргарета фон Флекенщайн (* пр. 1506; † 1530), дъщеря на Якоб II фон Флекенщайн († 1514) и Маргарета фон Хиршхорн († 1393). Те имат децата:
- Кристоф I/II (* 1507; † 20 септември 1587), резидира в „Средния“ Мителбург, става дворцов майстер в Цвайбрюкен, женен I. за Анна фон Геминген († 6 март 1562), имат син; II. 1564 г. за Кунигунда Ехтер фон Меспелбрун († 1585)
- Ханс Плайкард I († 1583), фогт на епископите на Шпайер, обаче напуска сл. 1540 г., 1546 г. става маршал и велик-дворцов майстер в Пфалц, 1565 г. фогт на Мозбах, женен за Анна Елизабет фон Хелмщат († 1590).